# Villatomt

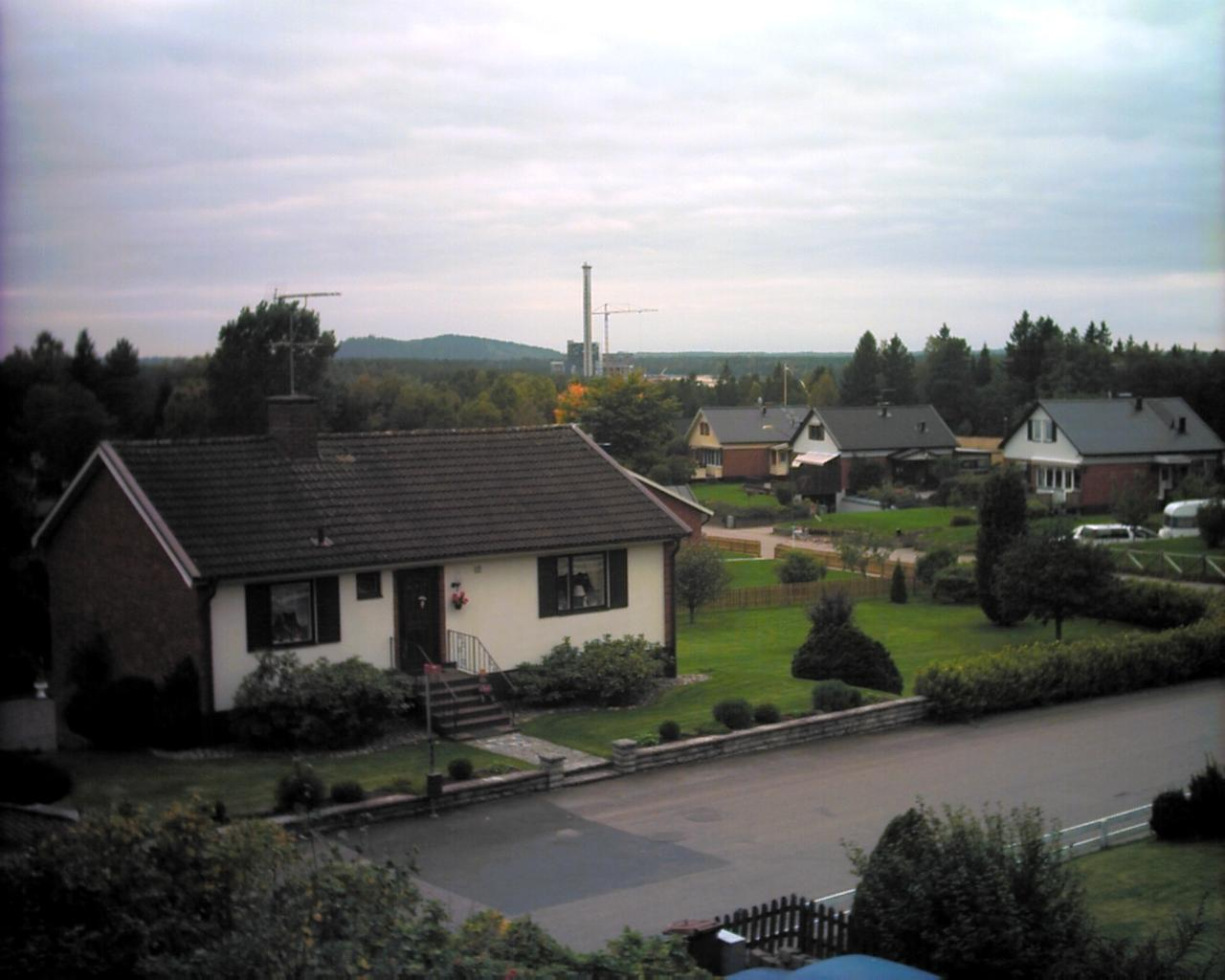
Villatomt i Torsvik.

Villatomt är den tomt som omger den byggnad, villa, som tomten är avsedd för På villatomten finns ofta men inte alltid växtlighet, som kan vara naturlig/ursprunglig eller anlagd som en trädgård med exempelvis gräsmatta, träd, buskar och odlingar av nytto- eller prydnadsväxter. 